# Латенская культура

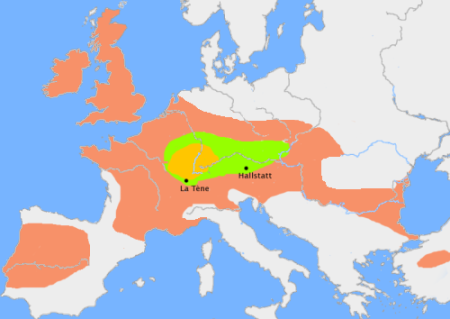
Ядро расселения кельтов в 800 г. до н. э., из которого они начали свою экспансию (оранжевый цвет), и латенская культура в 400 год до н. э. (коричневый цвет)

Латенская культура — кельтская археологическая культура железного века (V—I века до н. э.), распространённая по всей Центральной и Западной Европе (Франция, Швейцария, Испания), на Балканах, в Малой Азии, Британии и Ирландии. Памятники латенской культуры встречаются в Закарпатье и в разных частях Правобережной Украины. Названа по селению Ла-Тен («Отмель») в Швейцарии, в нескольких километрах от Нёвшателя.
Латенская культура — прежде всего, культура многочисленных кельтских племён: галлов, бриттов и многих других. Однако в ряду её создателей также иберы, лигурийцы, иллирийцы, фракийцы; к примеру, котёл из Гундеструпа сочетает в себе кельтские изобразительные элементы с типичной фракийской технологией изготовления.
Латенская культура является наследником гальштатской культуры в западных регионах распространения последней. Плавный переход к ней происходит в V веке до н. э. К I веку н. э. латенская культура в основном подавляется римской провинциальной.

## Строительство
Памятники латенской культуры — поселения и погребения. Поселения в ранний период представляют собой крепости, посёлки и зачатки городов, а к концу эпохи многие из них превращаются в крупные центры торговли и ремесла, например города Бибракте (площадь 135 га) и Алезия (площадь 97 га) во Франции. Укрепления этой эпохи — прежде всего «галльская стена», описанная ещё Юлием Цезарем: деревянные клети, заполненные землёй и камнем и с внешней стороны обложенные камнем или сырцовым кирпичом. Такое устройство делало стену гибкой (устойчивой к таранным ударам), но в то же время огнеупорной (из-за каменной обкладки). Жилища латенской культуры — первоначально небольшие прямоугольные наземные дома со стенами из прутьев, обмазанных глиной, на цоколе из камня и с соломенными крышами, или округлые землянки с такими же крышей и стенами. Позднее появились жилища с двойными утеплёнными стенами.
В латенской культуре преобладают (в отличие от гальштатской) бескурганные захоронения; более того, со временем курганов становилось всё меньше и меньше. Практиковались как трупоположение, так и кремация. В раннем и среднем латене встречаются погребения на колесницах. Для латенских погребений характерно то, что вещи, положенные в могилы, часто преднамеренно портили — гнули, ломали. Видимо, таким образом их «убивали», чтобы они последовали за своим владельцем.

## Предметы, относящиеся к латенской культуре

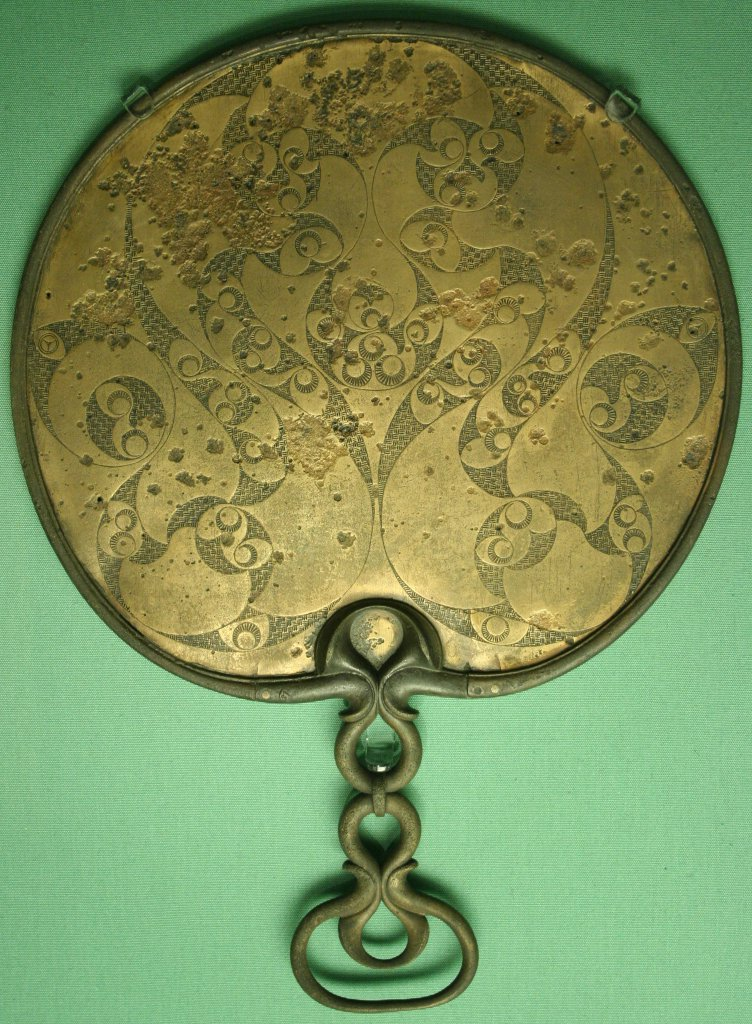
Римско-кельтское бронзовое зеркало из Десборо, Британия

Практически всё оружие делалось из железа. Латенские мечи длиннее гальштатских; со временем они из колющих становятся режущими. Клинок делался в основном из мягкого железа, о чём свидетельствуют находки в погребениях свёрнутых в восьмёрку и даже в спираль мечей. Также известны кинжалы, копья с наконечниками длиной до 0,5 м, боевые топоры — как проушные, так и топоры-кельты. Стоит отметить латенские шлемы, вначале представлявшие собой подражание греческим и римским, но впоследствии приобретшие знаменитую полушарную форму с полыми рогами.
Конское снаряжение — кельты, как и гальштатцы, использовали и повозки, и верховую езду, а значит, псалии и упряжь. Кроме того, они использовали железные подковы.
Из кельтских украшений следует выделить гривны, или торквесы — бронзовые или золотые, полые, витые или ложновитые незамкнутые ожерелья с утолщениями на концах. Часто встречаются также браслеты, бусы и застёжки-фибулы.
Керамика латенской культуры сделана в основном на гончарном круге. Это как серебристые (с добавками графита в глину), так и красного цвета сосуды с орнаментом или изображениями животных, людей. Также встречаются бронзовые сосуды, в том числе известные ещё в гальштатской культуре ситулы и цисты.
Основой латенской экономики было плужное земледелие, в связи с чем мы находим много металлических частей плугов и других земледельческих орудий труда.
Кроме того, кельты переняли у греков и римлян практику изготовления монет. Вначале это были грубые подражания, однако позднее на монетах стали появляться собственно кельтские изображения, а также имена вождей, записанные латиницей.
Для искусства латенской культуры характерен орнамент с растительными, животными и геометрическими мотивами.
Религиозные представления создателей латенской культуры известны нам из римских источников и по находкам святилищ. Судя по всему, у кельтов выделялся культ мёртвой головы, а также множество божеств — Цернуннос (бог изобилия), Таранис (бог, аналогичный Юпитеру), Эпона (богиня лошадей). Кроме того, судя по деталям орнамента, присутствует культ Солнца.

## Артефакты
- Котёл из Гундеструпа

## Палеогенетика
У образцов из некрополя Urville-Nacqueville в северо-западной Франции определены митохондриальные гаплогруппы K1, J1, H, H1, H2, H3, H5, H6/8, H11, U4, U5, I, V, T1 и T2, а также недотипированная до R1a или R1b Y-хромосомная гаплогруппа R. У образцов из Чехии определили Y-хромосомные гаплогруппы E1b1b1a1b1-Z1057, G2a2b2a1a1b-Z1823, G2a2b2a1a1b1a1a1a-L42, I2a1a2a1a1a-Y14338, I2a1b-M436, I2a1b1a2a2a-L699, I2a1b2a2-S2606, N1a1a1a1a1a1a-L550, R1, R1a1a1-Z645, R1a1a1-Z283, R1a-L1029>R1a-YP263>R1a-Y18892>R1a1a1b1a1a1c1a3a~-YP5267, R1b1a1-P297, R1b1a1b-M269, R1b1a1b1a1-L52, R1b1a1b1a1a1c1a-Y24836, R1b1a1b1a1a2-BY32273, R1b1a1b1a1a2-P312, R1b1a1b1a1a2a1a-Z272, R1b1a1b1a1a2b1-L2, R1b1a1b1a1a2b1-S14469, R1b1a1b1a1a2b2b~-CTS9981 и митохондриальные гаплогруппы J1b1a1b, J1c1, J1c1b1a1, J1c2e, U2e1, U4a2c, U5a1b, H5a2, U5b1b1+@16192, U5b1b1d, U5b2b1a1, U5b2b2, U5b2b3a1, H, H1+152, H1aa1, H1ae, H1q, H2, H3ag, H3v+16093, H4a1c1a, H5a4a1, H5c, H6a1a, H7b, H10e, H13a1a1, H13a1a1a, H13b1, H13b1+200, H26a1, H59, H73, T1a1, T2b17a, T2e7, K1a26, K1a4a1, K1a4a1a2a, K2a5, K2a6, I2, I4a, W, W1+119, V10, у образца I26735 (Croatia_LIA_LaTene, 2050 л. н.) из Хорватии определили Y-хромосомную гаплогруппу R1b-V88 и митохондриальную гаплогруппу J1c12, у образцов из Австрии определили митохондриальные гаплогруппы U7b, T2b, H11a2 и Y-хромосомную гаплогруппу R1b1a1b1a1a2b1-L2, у образцов из Венгрии определили Y-хромосомные гаплогруппы E1b1b1a1b1-BY3880, G2a2b2a1a1b-Y7538, G2a2b2a1a1b-L497, G2a2b2a1a1b1a1a2a-CTS4803, G2a2b2a1a1b1b-S10458, R1b1a1b1a-A626, R1b1a1b1a1a-L151, R1b1a1b1a1a-S1200, R1b1a1b1a1a2b1-L2, R1b1a1b1a1a2-P312, R1b1a1b1a1a2b1-DF90, R1b1a1b1b3-Y14414, J2b2a1a1a1b~-Y15058, R1a1a1-PF6155 и митохондриальные гаплогруппы H, H+16311, H1ag, H2, H2a1, H2a5, H3, H4a1a+195, H5a3a, H7, H10, H14a, H58, H80, U2e1a1, U4a2, U5a1b, U5a2b, U8b1b2, J1c1b1a, J1c2c2, J1c3, J1c5, T2b, T2b2, T2c1+146, K1a+195, K1a1a, K1a4, W1+119, у образцов из Словакии определили митохондриальные гаплогруппы H55+153, HV0a, V, V18a и Y-хромосомные гаплогруппы R1b1a1b1a1a-L151, R1b1a1b1a1a2a1b3-S18382, R1b1a1b1a1a2b1c1bS7402.